# Сызганка (приток Инзы)
Сызганка (Сызган) — река в России, протекает в Ульяновской области. Правый приток реки Инзы. Название реки имеет татарское происхождение: «сыза» — «овраг, куда стекает талая вода» и «ган» — русло — «овражное русло».

## География
Река Сызганка берёт начало у села Ясачный Сызган. Течёт на запад через посёлок Базарный Сызган. Устье реки находится севернее села Малая Борисовка в 89,6 км по правому берегу реки Инза. Длина реки составляет 34 км, площадь водосборного бассейна — 288 км².

## Данные водного реестра
По данным государственного водного реестра России относится к Верхневолжскому бассейновому округу, водохозяйственный участок реки — Сура от Сурского гидроузла и до устья реки Алатырь, речной подбассейн реки — Сура. Речной бассейн реки — (Верхняя) Волга до Куйбышевского водохранилища (без бассейна Оки).
Код объекта в государственном водном реестре — 08010500312110000036524.